# ATC-kod N05: Neuroleptika, lugnande medel och sömnmedel
ATC-kod N05: Neuroleptika, lugnande medel och sömnmedel är en del av klassificeringssystemet ATC (Anatomical Therapeutic Chemical Classification System) för läkemedel och vissa andra medicinska produkter. ATC utvecklas av WHO och består av alfanumeriska koder indelade i grupper utifrån anatomi, medicinsk funktion och läkemedelstyp på 5 olika kodnivåer. Denna sida utgör innehållet i en specifik grupp på nivå 2.

## N05ANeuroleptika

### N05AAFentiazinderivatmed dimetylaminopropylkedja
N05AA01 Klorpromazin
N05AA02 Levomepromazin
N05AA03 Promazin
N05AA04 Acepromazin
N05AA05 Triflupromazin
N05AA06 Cyamemazin
N05AA07 Klorproetazin

### N05ABFentiazinderivatmedpiperazinring
N05AB01 Dixyrazin
N05AB02 Flufenazin
N05AB03 Perfenazin
N05AB04 Proklorperazin
N05AB05 Tiopropazat
N05AB06 Trifluoperazin
N05AB07 Acetofenazin
N05AB08 Tioproperazin
N05AB09 Butaperazin
N05AB10 Perazin

### N05ACFentiazinderivatmedpiperidinring
N05AC01 Periciazin
N05AC02 Tioridazin
N05AC03 Mesoridazin
N05AC04 Pipotiazin

### N05ADButyrofenonderivat
N05AD01 Haloperidol
N05AD02 Trifluperidol
N05AD03 Melperon
N05AD04 Moperon
N05AD05 Pipamperon
N05AD06 Bromperidol
N05AD07 Benperidol
N05AD08 Droperidol
N05AD09 Fluanisone

### N05AEIndolderivat
N05AE01 Oxipertin
N05AE02 Molindon
N05AE03 Sertindol
N05AE04 Ziprasidon

### N05AFTioxantenderivat
N05AF01 Flupentixol
N05AF02 Klopentixol
N05AF03 Klorprotixen
N05AF04 Tiotixen
N05AF05 Zuklopentixol

### N05AGDifenylbutylpiperidinderivat
N05AG01 Fluspirilen
N05AG02 Pimozid
N05AG03 Penfluridol

### N05AHDiazepiner,oxazepinerochthiazepiner
N05AH01 Loxapin
N05AH02 Klozapin
N05AH03 Olanzapin
N05AH04 Quetiapin

### N05AK Neuroleptika vidtardiv dyskinesi
N05AK01 Tetrabenazin

### N05ALBensamider
N05AL01 Sulpirid
N05AL02 Sultoprid
N05AL03 Tiaprid
N05AL04 Remoxiprid
N05AL05 Amisulprid
N05AL06 Veralaprid
N05AL07 Levosulpirid

### N05ANLitium
N05AN01 Litium

### N05AX Övriga neuroleptika
N05AX01 Litiumkarbonat
N05AX07 Protipendyl
N05AX08 Risperidon
N05AX09 Klotiapin
N05AX10 Mosapramin
N05AX11 Zotepin
N05AX12 Aripiprazol
N05AX13 Paliperidon

## N05BLugnande medel,ataraktika

### N05BABensodiazepinderivat
N05BA01 Diazepam
N05BA02 Klordiazepoxid
N05BA03 Medazepam
N05BA04 Oxazepam
N05BA05 Dikaliumklorazepat
N05BA06 Lorazepam
N05BA07 Adinazolam
N05BA08 Bromazepam
N05BA09 Klobazam
N05BA10 Ketazolam
N05BA11 Prazepam
N05BA12 Alprazolam
N05BA13 Halazepam
N05BA14 Pinazepam
N05BA15 Kamazepam
N05BA16 Nordazepam
N05BA17 Fludiazepam
N05BA18 Etylloflazepat
N05BA19 Etizolam
N05BA21 Klotiazepam
N05BA22 Kloxazolam
N05BA23 Tofisopam
N05BA56 Lorazepam, kombinationer

### N05BBDifenylmetylpiperazinderivat
N05BB01 Hydroxizin
N05BB02 Kaptodiam
N05BB51 Hydroxizin, kombinationer

### N05BCPropandiolderivat
N05BC01 Meprobamat
N05BC03 Emylkamat
N05BC04 Mebutamat
N05BC51 Meprobamat, kombinationer

### N05BDDibenso-bicyklo-oktadienderivat
N05BD01 Benzoktamin

### N05BEAzaspironderivat
N05BE01 Buspiron

### N05BX Övriga lugnande medel
N05BX01 Mefenoxalon
N05BX02 Gedocarnil
N05BX03 Etifoxin

## N05CSömnmedelochlugnande medel

### N05CABarbiturater, enkelpreparat
N05CA01 Pentobarbital
N05CA02 Amobarbital
N05CA03 Butobarbital
N05CA04 Barbital
N05CA05 Allpropymal
N05CA06 Secobarbital
N05CA07 Talbumal
N05CA08 Vinylbital
N05CA09 Vinbarbital
N05CA10 Cyklobarbital
N05CA11 Heptabarbital
N05CA12 Reposal
N05CA15 Metohexital
N05CA16 Hexobarbital
N05CA19 Tiopental
N05CA20 Etallobarbital
N05CA21 Allobarbital
N05CA22 Proxibarbal

### N05CBBarbiturater, kombinationer
N05CB01 Kombinationer av barbiturater
N05CB02 Barbiturater i kombination med andra medel

### N05CCAldehyderinkl derivat
N05CC01 Kloralhydrat
N05CC02 Kloralodol
N05CC03 Acetylglycinamidkloralhydrat
N05CC04 Dikloralfenazon
N05CC05 Paraldehyd

### N05CDBensodiazepinderivat
N05CD01 Flurazepam
N05CD02 Nitrazepam
N05CD03 Flunitrazepam
N05CD04 Estazolam
N05CD05 Triazolam
N05CD06 Lormetazepam
N05CD07 Temazepam
N05CD08 Midazolam
N05CD09 Brotizolam
N05CD10 Kvazepam
N05CD11 Loprazolam
N05CD12 Doxefazepam
N05CD13 Cinolazepam

### N05CEPiperidindionderivat
N05CE01 Glutetimid
N05CE02 Metyprylon
N05CE03 Pyrityldion

### N05CFBensodiazepinbesläktadedroger
N05CF01 Zopiklon
N05CF02 Zolpidem
N05CF03 Zaleplon

### N05CHMelatoninreceptoragonister
N05CH01 Melatonin

### N05CM Övriga sömnmedel och lugnande medel
N05CM01 Metakvalon
N05CM02 Klometiazol
N05CM03 Bromisoval
N05CM04 Karbromal
N05CM05 Skopolamin
N05CM06 Propiomazin
N05CM07 Triclofos
N05CM08 Etklorvynol
N05CM09 Valeriana
N05CM10 Hexapropymat
N05CM11 Bromider
N05CM12 Apronal
N05CM13 Valoktamid
N05CM15 Methylpentynol
N05CM16 Niaprazine
N05CM17 Melatonin

### N05CX Kombinationer, exklbarbiturater
N05CX01 Meprobamat, kombinationer
N05CX02 Metakvalon, kombinationer
N05CX03 Metylpentynol, kombinationer
N05CX04 Klometazol, kombinationer
N05CX05 Emepronium, kombinationer
N05CX06 Dipiperonylaminoetanol, kombinationer

### Engelska
- WHO Collaborating Centre for Drug Statistics Methodology - ATC Index
- WHO Collaborating Centre for Drug Statistics Methodology - ATCvet Index

### Svenska
- SIL online
- FASS.se - ATC
- FASS.se - Veterinär-ATC
- Sök läkemedelsfakta - Läkemedelsverket
- Socialstyrelsen : Klassifikationer
- Nationellt produktregister för läkemedel - NPL